# 傅達仁
傅達仁（1933年4月3日—2018年6月7日），台灣體育主播、主持人，以在台視播報NBA賽事聞名，也曾和沈春華一起主持過台視綜藝節目《大家樂》並榮獲金鐘獎優良綜藝節目獎。其妻鄭正玨（鄭貽）是傅達仁在台視時的同事，鄭正玨與時任海軍將軍的雷學明離婚後改嫁傅達仁。50多歲結識17歲女孩陳秋萍，兩人生下傅俊豪。
傅達仁因胰臟癌末期希望推動台灣安樂死立法，但始終未果。2018年6月2日，傅達仁飛往瑞士接受協助自殺，後於瑞士時間7日中午12時58分（UTC+2）辭世，享壽85歲。

## 早年
傅達仁出生1933年出生於山東省濟南市。傅達仁的母親傅孫靜如於其出生時難產過世。父親傅忠貴是國民革命軍少將，參與對日抗戰，1938年戰死在山東辛店屯黃河邊
。身為孤兒的傅達仁幼年過著饔飧不繼的流浪日子，直到就讀蔣宋美齡在南京成立的國民革命軍遺族學校才比較安定。
傅達仁15歲時隨著國民政府遷台，其後以公費完成小學學業，中學時從國立臺灣師範大學附屬高級中學初中部參加校內籃球對抗，進到屏東農校（今國立屏東科技大學）初中部後加入屏農籃球隊開始參與比賽；最後轉學到以籃球聞名的文山中學，半工半讀兼打籃球，考上臺灣省立法商學院（今國立臺北大學）社會學系。傅達仁25歲時被選為籃球國手，27歲時退役。

## 籃球生涯
傅達仁雖然早年以打籃球為業，但與現今球員多為體育專長升學的情形有別：他以一般學科方式升學（當時並無「體育成績優良學生保送升學」制度），並能在當時大學普及率極低的情況下取得學士學位。退休後，擔任過當時許多甲組籃球隊教練。任職警察廣播電台（警廣）主播期間，留職停薪，受邀代表中華民國外交部帶領馬來西亞國家籃球代表隊，於1969年第五屆亞洲籃球聯盟錦標賽（亞洲籃球錦標賽之前身）以84:76擊敗中華民國代表隊（當時仍以中華民國名義參賽），轟動一時。
傅達仁與其妻鄭正玨在警廣相識，當時傅達仁是籃球隊教練兼警廣記者，鄭正玨是廣播界名媛。結婚後，傅達仁擔任台視記者，鄭正玨擔任台視益智節目《分秒世界》提問人。2009年，傅達仁曾在《時報周刊》中如此描述鄭正玨：「她說的北平話非常標準，我滿口山東腔。字正腔圓的她，常教我說標準口音。」
進入台視工作後，傅達仁以體育和籃球專才為台視播報比賽，1990年代NBA的轉播尤令人印象深刻。據聞，現今台灣許多中文籃球術語是由傅達仁發明或發揚光大的，例如「火鍋」（或作「蓋火鍋」）、「冷箭」和「騎馬射箭」等等。傅達仁在台視服務期間，因業務需求與盛竹如輪流擔任棒球比賽轉播的主播，「壞壞壞，連三壞」是他播報棒球比賽連續三個壞球時的名句，「三不管地帶的安打」是他播報棒球比賽安打時的名句，「陽春全壘打」是他播報棒球比賽一分打點的全壘打時的名句。
2009年9月1日下午，為了支援八八水災災民而舉辦的「賑災祈禱福音籃球賽」在臺北市中山運動中心三樓體育館開賽，由藝人組成的「歸主籃球隊」對抗「花式籃球隊」；時任閃電製作公司董事長兼歸主籃球隊總召集人的傅達仁擔任現場播報員，拿出NBA巨星姚明的簽名外套提供現場慈善競標，自己捐出新臺幣10萬元為底價。
2012年，傅達仁擔任第九季超級籃球聯賽（SBL）全明星賽土洋對抗賽的教練。

## 從業媒體及退休生活
1985年1月1日19:00－19:30，台視播出《強棒出擊》第1集，當時《強棒出擊》每集推出三個單元，第三個單元是在每週一至週五分別播出均由台視新聞記者主持的單元，傅達仁主持每週三播出的第三個單元〈體育的光芒〉。
2003年，傅達仁受洗為基督教徒。2005年12月1日，台北小巨蛋開幕，傅達仁擔任東森巨蛋體育總監。
2006年傅達仁獲第六屆國立臺北大學傑出校友。
2009年12月14日，傅達仁接受H1N1新型流感疫苗接種。2009年12月31日，傅達仁因身體不適，到醫院檢查，篩檢後證實罹患H1N1新型流感。
2013年3月11日，傅達仁call-inTVBS頻道政論節目《2100掏新聞》，批評中華民國棒球協會未妥善照顧2013年世界棒球经典赛中华台北代表队參賽球員，「棒協應負全責」。
傅達仁成年後不斷尋找父親的墳墓，但他走遍黃河周邊都未找到。2013年9月24日，傅達仁看到《聯合晚報》一篇行政院研究發展考核委員會廣告〈忠烈祠 要找回烈士遺族〉，立刻致電詢問台北忠烈祠，才知道台北忠烈祠供奉父親的牌位。
2014年1月22日，傅達仁於農曆過年前攜全家大小帶祭品前往台北忠烈祠祭拜父親，報紙等媒體以「傅達仁過世父親的牌位終於找到了」等標題報導此事，傅達仁在接受採訪時說了：「父親英雄，兒子好漢，全家愛國」後結束受訪；祭拜後，傅達仁在Facebook留言：「身為烈士遺族，來台66年不知爸爸牌位榮安於圓山忠烈祠，直到看到《聯晚》這則報導。感謝主，感謝忠烈祠，年前能拜祭先父在天之靈！」
2015年8月21日，傅達仁與台灣抗日運動人物李友邦之子李力群、中華民國空軍名將高志航之子高耀漢、台灣抗日運動人物羅福星之孫女羅秋昭合開記者會，駁斥中華民國前總統李登輝在日本PHP研究所極右派政論雜誌《Voice》2015年9月號所說台灣與日本在第二次世界大戰時期「同屬一國」、「既然同屬一國，台灣對日抗戰就不是事實」的說法；傅達仁說，李登輝此言是改變歷史、消滅歷史、違背良心、把台灣賣給日本，李登輝是二鬼子，「請他把中華民國身分證交回、把（卸任總統）禮遇退回；他不是中華民國人，他是日本人」。
2015年8月24日，傅達仁於壹電視新聞台政論節目《正晶限時批》指出，自己並無台胞證，而是以中華民國護照入境中華人民共和國，並指出中華民國護照本來就免簽證。 

## 罹癌求死
傅達仁晚年飽受胰臟癌所苦，健康每況愈下，因胰臟癌末期瘦到48公斤，止痛劑已無濟於緩解身體劇烈的疼痛。
2016年12月6日，傅達仁籌辦「生前追思會」，上書中華民國總統蔡英文呼籲立法院通過安樂死法案，願以自身當台灣合法安樂死首例，甚至打算他在12月27日下午舉辦的自傳書《達仁傳奇》發表會改定義為「生前追思會」，希望大家在他還活著的時候與他一起追憶包括籃球、教練、廣播和電視一甲子的精彩故事，想法相當前衛。傅達仁說：「歐美先進國家安樂死，已行之有年。我以自己、一位病魔纏身的84歲老人身分為例：自願安樂死，可以免除自身及家人痛苦，同時減少因高齡社會配套長照政策所造成的國家資源浪費。」12月14日，傅達仁收到中華民國總統府公共事務室主任張文蘭回信，稱總統府已經函請行政院處理。2017年2月9日，傅達仁收到行政院秘書長陳美伶回信，他說信中以安寧緩和醫療擋下安樂死法案。
2017年，傅達仁受訪曾透露：「我膽囊全部摘除，再加上早年胃切除一半，消化系統嚴重失靈，膽管做支架痛苦不已，最近還檢查出有胰臟癌，活得很沒尊嚴。」因營養吸收不良，體重從74公斤降到48公斤，原本近180公分高的運動健將變得骨瘦如柴。接受報紙專訪時透露「吃了就拉，生不如死」、「我都已經痛成這樣，沒有活的條件，你說我還不安樂死嗎？」2017年11月攜家帶眷造訪瑞士，與相關人士談話後，獲得「尊嚴」機構執行安樂死「綠燈」資格，但因兒子傅俊豪臨時假裝發高燒，最終取消行程、打道回府。他曾於2017年10月11日坦承生命只剩2個月，如今經歷上帝給予的「延長賽」，為85載精彩人生劃下句點，他說：「日子也是上帝給的，我只是選擇了方法。」
2018年初，傅達仁因為兒子參加結婚與天氣因素延後實施安樂死，最終才與家人重返蘇黎世。6月2日，他在臉書預告：「這次來到瑞士，花那麼多錢和生命，就是要做首例，就是要示範给大家看！不會再回來了！再見！」言語間透露他求死的意志非常堅定。傅達仁一家人兩趟瑞士行耗資300萬元台幣，他強調：「我是找一個法治、公正、自由、人權的國家來做，我一定要跑到這來，300萬！如果我們國家有這個法，不但不花300萬，也不需要客死他鄉。」遇到6月6日是诺曼底登陆的日子，原本想同一天走，因預約已滿，只能將7日當作6日。
2018年6月7日，歐洲中部夏令時間上午11點（臺灣標準時間同日下午5點），傅達仁接受飲下戊巴比妥的協助自殺，並於中午12點58分（臺灣標準時間同日下午6點58分）辭世。於瑞士當地時間11日上午9點20分火化完畢，並在台灣時間6月21日上午9點於新北市金山區基督教平安園下葬。
在2019年2月26日，傅達仁過世約九個月後，傅達仁的兒子傅俊豪等人宣布成立「安樂死合法施行基金會」，繼承傅達仁的遺志。安樂死合法施行基金會成立大會，播放了傅達仁向台灣民眾、政商名流最後告別的遺言，隨後仰藥過世的影片。傅俊豪表示，每次他看到此段影片都會掩面哭泣，是大媽鄭玉玨不斷的催促下忍住悲傷，成立此基金會。與會者除了政商名流，還有包含家庭醫學科、精神科（身心科）等在內的醫師、台灣中北部各大小醫院院長。衛生福利部亦派出主任秘書與會。
衛生福利部金門醫院精神科醫師徐志雲等學者表示，傅達仁申請到的是協助自殺。作家苦苓認為，傅達仁是赴瑞士自主喝下藥物，不是安樂死，而是輔助自殺；並對新台幣300萬元之鉅額花費感到困惑。部分批評認為，傅達仁花費鉅資自我了結，是「不負責任」與「不良示範」。

## 作品

### 主持
| 首播期間                                          | 頻道         | 節目               | 備註                  |
| 1982年10月5日至1984年10月20日，每週六20:00～22:00 | 台視         | 《大家樂》         | 與沈春華主持，共106集 |
| 1985年8月11日至1985年11月17日，每週日13:00～14:00 | 台視         | 《大刺激》         | 與崔幗夫主持，共106集 |
|                                                   | 台視         | 《台視運動場》     |                       |
|                                                   | 台視         | 《高爾夫風雲》     |                       |
|                                                   | 台視         | 《中華職籃》       |                       |
|                                                   | 台視         | 《拳王爭霸》       |                       |
|                                                   | 台視         | 《假日體育》       |                       |
|                                                   | 衛視中文台   | 《金氏世界紀錄》   |                       |
|                                                   | 衛視中文台   | 《超人金紀錄》     |                       |
|                                                   | 中國廣播公司 | 《旅遊玩家》       |                       |
|                                                   | 山東電視台   | 《天南地北山東人》 |                       |

### 著作
| 年份   | 書名                               | 出版社             | ISBN                |
| 2004年 | 《NBA籃球兵法大全》                | 世界華文作家出版社 | ISBN 978-9578505384 |
| 2004年 | 《影視祕聞一籮筐：傅達仁爆料》     | 世界華文作家出版社 | ISBN 978-9578505391 |
| 2004年 | 《插翅之人：傅達仁新詩集》         | 世界華文作家出版社 | ISBN 978-9578505377 |
| 2016年 | 《達仁傳奇：不為人知的新聞與祕聞》 | 時報文化           | ISBN 978-9571368474 |

### 電視劇
| 年份   | 頻道       | 劇名                     | 角色       |
| 2000年 | 民視無線台 | 民視劇場《台北超級市民》 | 新聞部經理 |

## 影響
傅達仁在擔任體育主播時期發明許多詞彙，許多術語亦被台灣體育各界沿用至今。

### 籃球術語
- 蓋火鍋
- 冷箭
- 騎馬射箭
- 擦板得分
- 旱地拔蔥
- 小帳加一
- 急停拉竿
- 麵包/肉包

### 棒球術語
- 陽春全壘打
- 滿貫全壘打
- 「兩好三壞滿球數」
- 三不管地帶安打（「德州安打」、「鳥安」）
- 低肩側投
- 「空中抓飛鳥」
- 「壞壞壞連三壞」
- 小便球[註 1][31]

## 獎項
| 年份   | 獲提名                                   | 獎項                          | 結果 |
| ------ | ---------------------------------------- | ----------------------------- | ---- |
| 1969年 | 警察廣播電台《第二屆亞洲女籃賽實況轉播》 | 第5屆金鐘獎新聞報導節目最佳獎 | 獲獎 |
| 1980年 | 《松山、南港空氣汙染》                   | 第15屆金鐘獎電視新聞採訪獎    | 獲獎 |
| 1984年 | 《大家樂》                               | 第19屆金鐘獎綜藝節目主持人獎  | 提名 |

## 資料來源
1. 1 2 3  . 2018-06-07  [2020-12-18]. （原始内容存档于2020-10-24） （中文（臺灣））.
2. ↑  . 中國報. 2019-02-24  [2020-12-18]. （原始内容存档于2019-02-25） （中文（马来西亚））.
3. ↑  . 自由時報. 2019-02-24  [2019-07-21]. （原始内容存档于2020-10-23） （中文（臺灣））.
4. 1 2  .
5. ↑  葉文正. . 蘋果日報（臺灣）. 2018-06-07  [2018-06-07]. （原始内容存档于2020-03-15）.
6. ↑  . 2019-04-01  [2019-07-21]. （原始内容存档于2020-10-31）.
7. ↑  傅達仁 拿麥克風次數比拿筷子多的精彩人生 （页面存档备份，存于）,中央社，107年6月7日
8. ↑  . 中華財經策略協會.   [2013-12-14]. （原始内容存档于2016-03-04） （中文（臺灣））.
9. ↑  陳建宇. . 中央日報. 1985-01-01: 9 （中文（臺灣））.
10. ↑  張夢瑞. . 《光華雜誌》2006年1月第038頁. 2006-01  [2015-12-20]. （原始内容存档于2019-05-13） （中文（臺灣））.
11. ↑  .   [2017-03-04]. （原始内容存档于2017-03-05）.
12. ↑  . 台灣蘋果日報蘋果即時. 2013-03-12  [2015-08-24]. （原始内容存档于2017-03-01）.
13. ↑  行政院研考會. . 聯合晚報. 2013-09-24. （原始内容存档于2014-02-20） （中文（臺灣））.
14. ↑  蔡佩芳. . 聯合晚報. 2014-01-22  [2014-02-03]. （原始内容存档于2014-02-20） （中文（臺灣））.
15. ↑  邱文秀、林柏安. . 中時電子報即時新聞. 2015-08-21  [2015-08-23]. （原始内容存档于2019-05-15）.
16. ↑  正晶限時批. . 壹電視. 2015-08-25  [2015-09-15]. （原始内容存档于2020-02-28）.
17. ↑  洪秀瑛. . 中國時報. 2016-12-07  [2016-12-11]. （原始内容存档于2019-05-15）.
18. ↑  梁惠明. . 中時電子報. 2016-12-14  [2017-02-11]. （原始内容存档于2019-05-15） （中文（臺灣））.
19. ↑  吳玫穎. . 中時電子報. 2017-02-09  [2017-02-11]. （原始内容存档于2019-05-15） （中文（臺灣））.
20. ↑  洪彩婷. . 台灣蘋果日報蘋果即時. 2017-02-09  [2017-02-11]. （原始内容存档于2017-03-01） （中文（臺灣））.
21. ↑  寇爱哲; 傅俊豪. . 故事FM. 童一宁.   [2023-04-02]. （原始内容存档于2023-04-02）.
22. ↑  吳秉蕙. . 2018-06-06  [2020-12-18]. （原始内容存档于2019-07-21）.
23. ↑  . 中央通訊社2018-06-02.   [2018-06-04]. （原始内容存档于2018-09-07）.
24. ↑  嚴云岑. . ETtoday健康雲. 2018-06-07  [2018-06-07]. （原始内容存档于2020-09-20） （中文（臺灣））.
25. ↑  . 蘋果日報.   [2018-06-07]. （原始内容存档于2018-06-08） （中文（臺灣））.
26. ↑  . 三立新聞網. 2018-06-09  [2019-07-21]. （原始内容存档于2020-06-10）.
27. ↑  . BBC中文網. 2018-06-06  [2019-07-21]. （原始内容存档于2019-05-14）.
28. ↑  中華民國電視學會電視年鑑編纂委員會 編纂，《中華民國電視年鑑第四輯：民國七十三年至七十四年》，中華民國電視學會1986年6月30日出版，第79、85頁。
29. ↑  . 東森新聞. 2018-06-08  [2018-06-09]. （原始内容存档于2018-06-12） （中文（臺灣））.
30. ↑  . 三立新聞. 2018-06-07  [2018-06-09] （中文（臺灣））.
31. ↑  何榮幸、熊昌成. . 中時電子報 (中國時報). 2010-07-03. （原始内容存档于2010-07-06） （中文（臺灣））.

## 外部連結
- 傅達仁的Facebook專頁
- 傅達仁在台灣棒球維基館上的頁面（繁體中文）